# Mano Negra
La Mano Negra è stata una band francese il cui leader storico era Manu Chao. Sono stati attivi dal 1987 al 1994, ma alcuni membri erano usciti dal gruppo già nel 1992. Hanno coniato il termine Patchanka per indicare il loro originale genere musicale, frutto di stili e culture differenti. Non hanno cantato in un'unica lingua, ma i loro testi erano in francese, inglese, spagnolo e arabo.
L'origine del nome, probabilmente, deriva dall'organizzazione anarchica spagnola La Mano Negra. Inoltre, in spagnolo, è comune l'espressione aquí hubo mano negra (qui ci fu una mano nera) per indicare attività illecite o di scarsa moralità.

## Storia

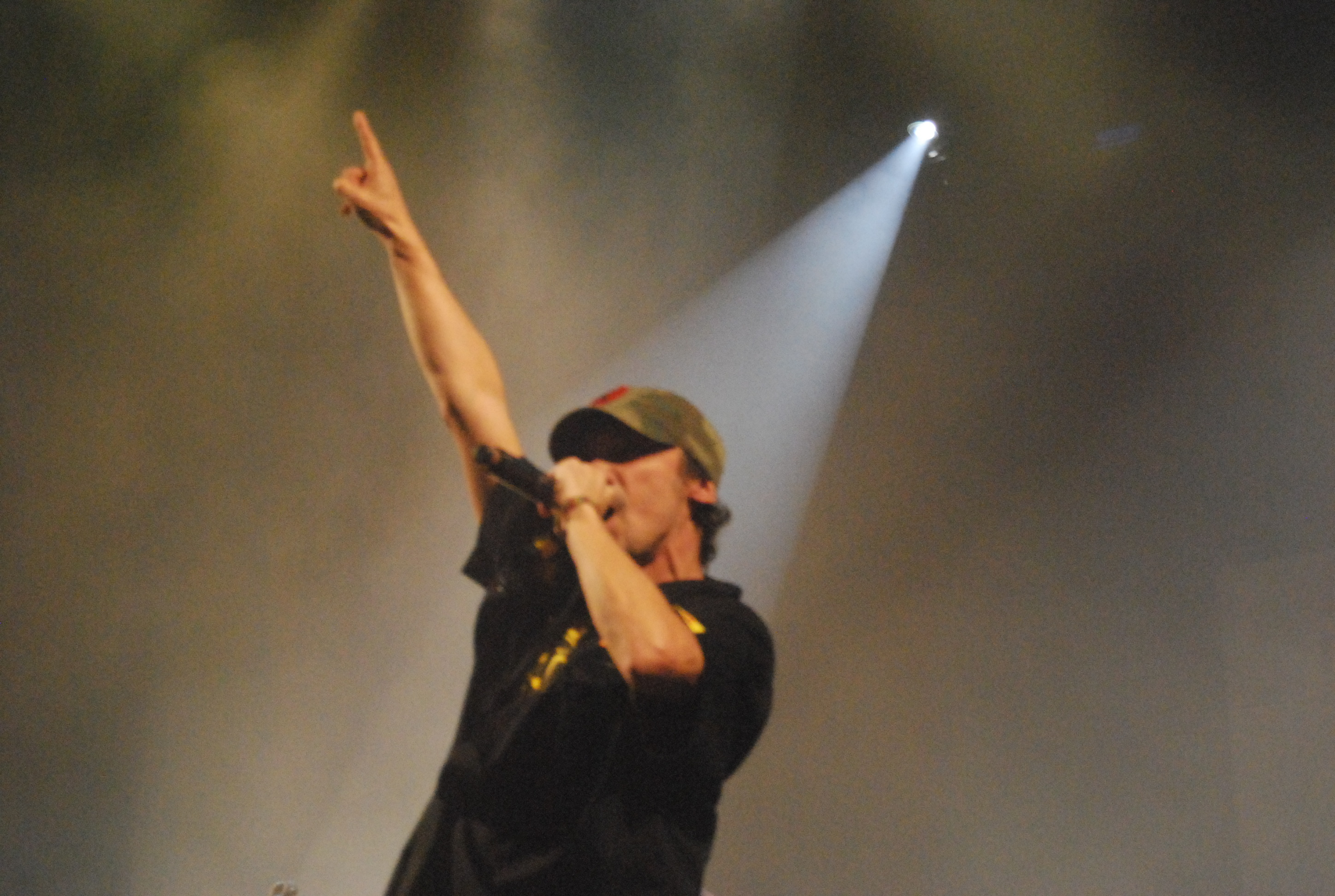
Manu Chao, nel 2008

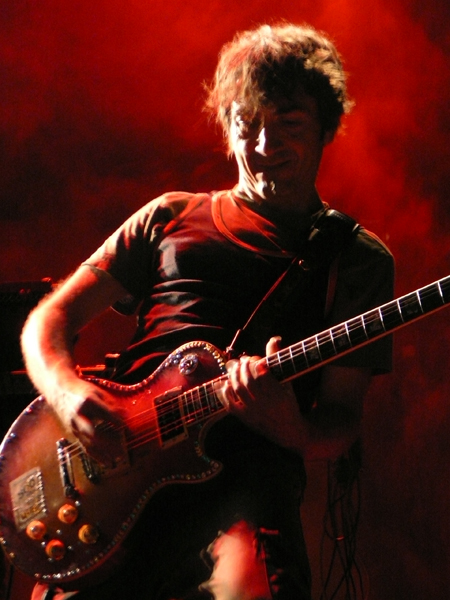
Daniel Jamet, nel 2006

L'origine del gruppo risale alla metà degli anni ottanta. I due cugini Manu Chao (Manuel Chao) e Santiago Casariego, assieme a qualche amico musicista, fondarono il gruppo Le Hots Pants. Già all'epoca Manu Chao era conosciuto sulla scena indipendente parigina come musicista talentuoso grazie alle già promettenti esperienze precedenti (i "Joint de Culasse", una band di rock and roll e rockabilly), il gruppo riceve un forte favore di critica e di pubblico ma, dopo la pubblicazione del primo ed unico disco, giunge allo scioglimento.
Ai due cugini si unisce Antonio Chao, fratello di Manu (conosciuto anche come Tonyo del Borneo): nasce così La Mano Negra, un gruppo con uno stile musicale originale aperto a contaminazioni e differenti influenze culturali, tanto nella musica quanto nei testi, che verrà denominato, dal titolo del primo album, patchanka.
Il primo 45 giri della Mano si intitola "La zarzamora del leòn" sul lato A e "Quiroga/Quintero" sul lato B.
È nel 1988, che sotto l'etichetta Boucherie Production, la band, ormai numerosa grazie ai molti musicisti reclutati a Parigi e dintorni, fa uscire il primo album: Patchanka appunto, cui il primo singolo estratto è Mala Vida, forse ancora il brano più popolare della Mano. Forte del successo ottenuto, il gruppo firma con la major Virgin Records, per poter esportare al grande pubblico la propria musica, anche se la scena indipendente parigina grida allo scandalo, vedendo in questa scelta soprattutto fini puramente economico commerciali.
Nel 1989 il gruppo registra l'album più venduto della sua storia: Puta's Fever con i singoli King Kong Five e Pas assez de toi.
Pur avendo difficoltà a penetrare il mercato inglese e statunitense, La Mano Negra si ritrova in tournée negli USA con Iggy Pop e fa il tutto esaurito a Londra.
Nel 1991 l'album King of Bongo è considerato il disco più punk della band.
Poco dopo esce In the Hell of Patchinko registrazione di un concerto tenuto in Giappone.
Casa Babylon, interamente prodotto e mixato a Napoli dal gruppo di produzione Kwaanza Posse (Nuccio Tortora - Angelo Tardio - Enzo Rizzo),  è l'ultimo capitolo della Mano Negra, ed esce nel 1994.

## Formazione
- Manu Chao (Oscar Tramor) - voce, chitarra ritmica (1987 - 1995)
- Daniel Jamet (Roger Cageot) - chitarra solista, cori (1989 - 1992)
- Antoine Chao (Tonio del Borño) - tromba, cori (1987 - 1992)
- Pierre Gauthé (Kropol) - trombone, cori (1989 - 1993)
- Thomas Darnal (Tom, Helmut Krumar) - tastiere, cori (1989 - 1995)
- Joseph Dahan (Jo) - basso, cori (1989 - 1993)
- Santiago Casariego (Santi) - batteria, cori (1987 - 1993)
- Philippe Teboul (Garbancito) - percussioni, cori (1989 - 1993)

## Discografia

### Album
- 1988 - Patchanka (Boucherie, ristampato da Virgin)
- 1989 - Puta's Fever (Virgin)
- 1991 - King of Bongo (Virgin)
- 1994 - Casa Babylon (Virgin)

### Raccolte e live

#### Live
- 1992 - In the Hell of Patchinko (Virgin)

#### Raccolte
- 1991 - Amerika Perdida (Virgin)
- 1998 - Best of Mano Negra (Virgin)
- 2004 - L'Essentiel (Virgin France)
- 2005 - Lo Mejor de la Mano Negra (Doppio CD, EMI)

### EP
- 1994 - Bande Originale du Livre (Virgin)

### Tributi
- 2001 - Mano Negra Illegal (Big Mama Records)

## Videografia

### DVD
- 2005 - Out of Time (Doppio DVD, con inediti, EMI)

## Media

### TV
-Les Nuls L'émission, canal +, 1990
-Live pinkpop, hollande 1990
-Live Lyon, France 1991